# Prix Marcel-Dagenais
Le Prix Marcel-Dagenais a été créé en 2001 en reconnaissance de la contribution exceptionnelle du professeur Marcel Dagenais à la Société canadienne de science économique. Ce prix portait le nom de Prix de la Société de science économique depuis 1982.
Ce prix a pour but d’honorer un chercheur de nationalité canadienne ou œuvrant dans une université canadienne et dont les travaux récents en science économique se distinguent par leur qualité et par le fait qu’une partie significative est rédigée en français. 

## Lauréats
- 1982 - Marcel G. Dagenais (Université de Montréal)
- 1985 - Marcel Boyer (Université de Montréal)
- 1988 - Jean-Marie Dufour (Université de Montréal)
- 1991 - Georges Dionne (Université de Montréal)
- 1994 - Pierre Perron (Université de Montréal)
- 1997 - Bernard Fortin (Université Laval)
- 2000 - Jean-Marie Dufour (Université de Montréal)
- 2003 - Éric Renault (Université de Montréal)
- 2006 - Jean-Yves Duclos (Université Laval)
- 2009 - Jean-Marie Dufour
- 2012 - Georges Dionne
- 2015 - Kristian Behrens et Yves Sprumont
- 2018 - Marine Carrasco et Pierre-Carl Michaud
- 2021 - Nicolas Vincent (HEC Montréal) et Lars Ehlers[1] (Université de Montréal).